# Orgyia nupera
Orgyia nupera är en fjärilsart som beskrevs av Turati 1919. Orgyia nupera ingår i släktet fjädertofsspinnare, och familjen tofsspinnare. Inga underarter finns listade i Catalogue of Life.